# Факультет фізики, астрономії та прикладної інформатики Університету Миколая Коперника
Факультет фізики, астрономії та прикладної інформатики Університету Миколи Коперника в Торуні — один із 16 факультетів Університету Миколи Коперника в Торуні.
Місцезнаходження відділу знаходиться в південній частині Хелмінського передмістя на вул. Grudziądzka 5.

## Історія

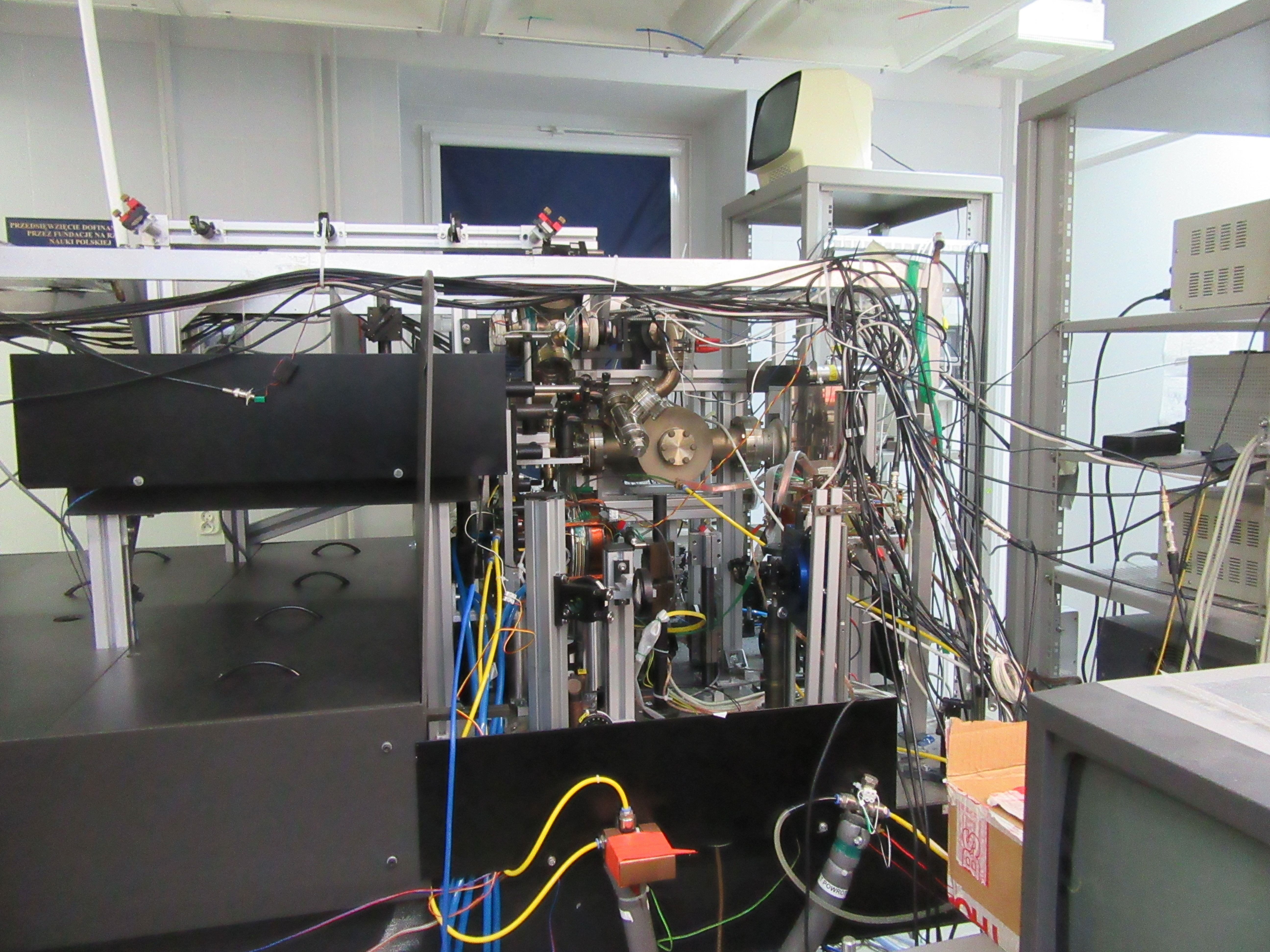
Прилад для отримання конденсату Бозе-Ейнштейна

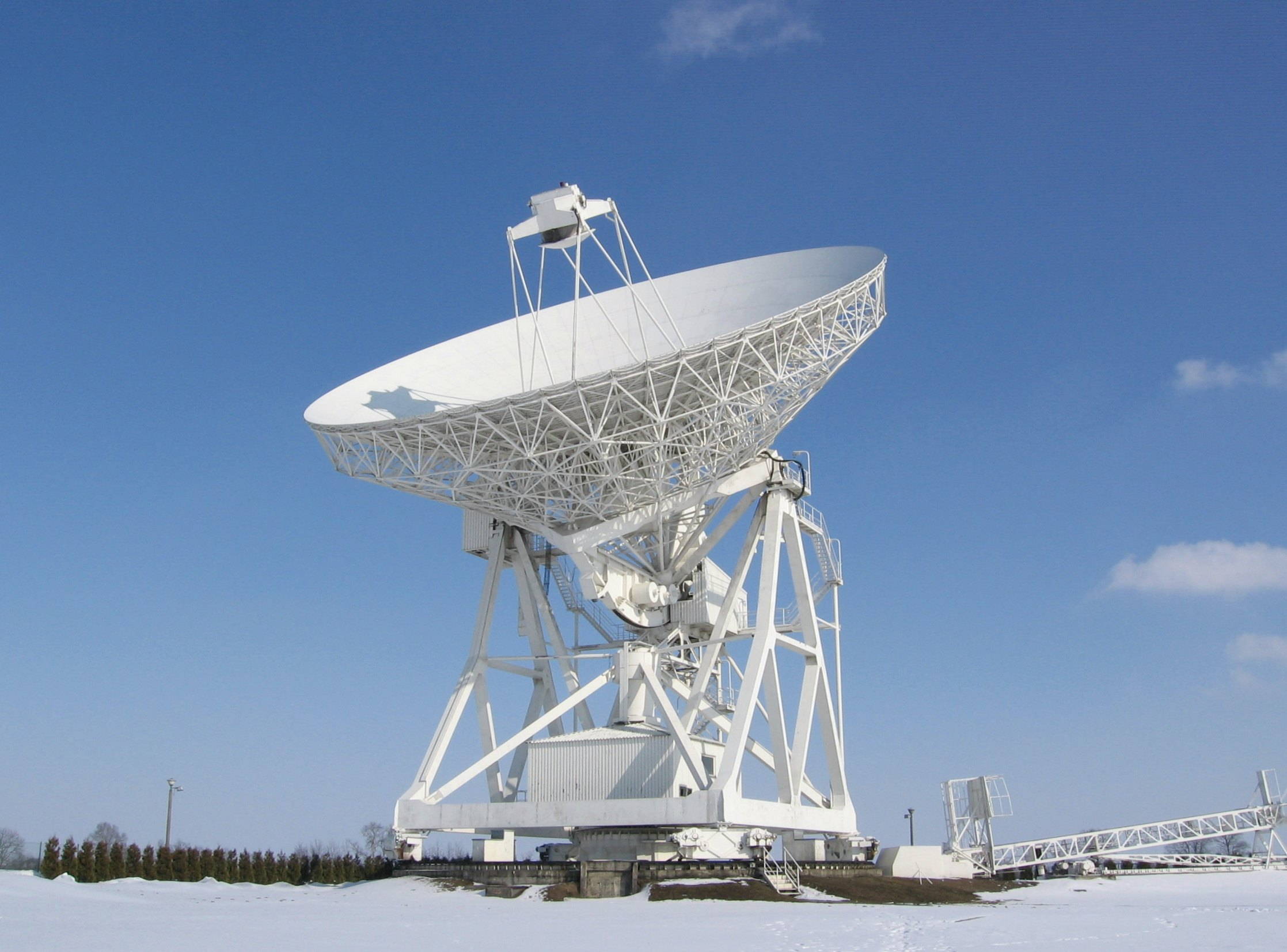
32-метровий радіотелескоп в Півніцькій обсерваторії

Факультет був створений у 1993 році в результаті поділу факультету математики, фізики та хімії. На факультеті працює близько 200 осіб, у тому числі 56 професорів і докторів наук, 75 викладачів із ступенем доктора чи магістра. Уповноважений присуджувати ступені доктора філософії та габілітованого доктора з фізичних наук та з астрономії.

## Будівля факультету
Будівлю факультету почали зводити у 1938 році за проєктом архітектора Збігнєва Валя. Спочатку передбачалася, що в цій будівлі розміститься апеляційний суд Поморського воєводства. Початок Другої світової війни перешкодив цим планам, і зведення будинку зікінчувала вже окупаційна німецька влада.
У 1946-1951 роках будівля використовувалася Університетом Миколи Коперника для розміщення кафедр, які пізніше склали факультет фізики, астрономії та прикладної інформатики.
З 2002 року в будівлі також розташована Національна лабораторія атомної, молекулярної та оптичної фізики. У 2009-2011 роках будівля була розширена, щоб включити центр квантової оптики.

## Напрямки навчання
Навчання відбувається за такими спеціальностями:
- Астрономія
- Автоматизація та робототехніка (спеціалізації автоматизація машин і технологічних пристроїв, мікропроцесорні системи)
- Фізика (експериментальна фізика, оптоелектроніка та мікроелектроніка, теоретична фізика, комп'ютерна фізика, медична фізика, викладання фізики)
- Технічна фізика (комп'ютерні системи управління, прикладна інформатика, медична фізика, цифрові системи)
- Прикладна інформатика
- Матеріалознавство сучасних технологій (високо- та низькомолекулярні органічні сполуки спеціального призначення, передові методи характеристики матеріалу, напівпровідникові техніки)

На факультеті працює аспірантура з фізики та астрономії.

## Структура
- Інститут астрономії. Включає також Півніцьку астрономічну обсерваторію
- Інститут фізики
  - Кафедра біофізики
  - Кафедра біофотоніки та оптичної техніки
  - Кафедра дидактики фізики
  - Кафедра атомної, молекулярної та оптичної фізики
  - Кафедра математичної фізики
  - Кафедра прикладної фізики
  - Кафедра квантової механіки
  - Кафедра нанофотоніки
- Інститут технічних наук
  - Кафедра автоматики та вимірювальних систем
  - Кафедра прикладної інформатики